# カーティス (カーティス・メイフィールドのアルバム)
『カーティス』（Curtis）は、アメリカ合衆国のソウル/ファンク・ミュージシャン、カーティス・メイフィールドが1970年に発表した、ソロ名義では初のスタジオ・アルバム。メイフィールドは1970年にインプレッションズを脱退してソロ活動を開始するが、その後もインプレッションズのための楽曲提供やプロデュースを継続した。

## 反響
アメリカの総合アルバム・チャートBillboard 200では、1970年11月28日に最高19位を記録し、『ビルボード』のR&Bアルバム・チャートでは5週にわたり1位を獲得した。シングル「イフ・ゼアズ・ア・ヘル・ビロウ・ウィア・オール・ゴナ・ゴー」はBillboard Hot 100で29位、『ビルボード』のR&Bシングル・チャートで3位を記録した。
イギリスでは1971年3月20日付の全英アルバムチャートで30位となるが、翌週にはチャート圏外に落ちた。また、「ムーヴ・オン・アップ」は全英シングルチャートで12位を記録し、自身唯一の全英トップ40シングルとなった。

## 評価
Wendell Johnは1970年11月26日付の『ローリング・ストーン』誌で本作を「アレンジは退屈かつ中途半端であり、それは殆どの曲においてメロディックな肉付けが足りないことに起因しているのではないだろうか」「メイフィールドは過去に良い曲を書いてきた。彼はスランプ状態にあるだけで、すぐにまた生命の宿った曲を書けるようになると思いたい。このアルバムはバラバラの骨格でしかない」と批判した。一方、Bruce Ederはオールミュージックにおいて満点の5点を付け「1970年代ソウル界の『サージェント・ペパーズ』」「メイフィールド自身により巧みにプロデュースされた、当時としては最新鋭のソウル・サウンドや、時代に即した政治的・社会的関心のみならず、往年のR&Bサウンドにおける最も優雅な面も反映している」「アルバム全体が一つの存在であり、全体を通して聴くべきである」と評している。
『ローリング・ストーン』誌が選んだ「歴代最高のアルバム500選」において275位に選ばれている。

## 収録曲
全曲ともカーティス・メイフィールド作。
サイドA
1. イフ・ゼアズ・ア・ヘル・ビロウ・ウィア・オール・ゴナ・ゴー – "(Don't Worry) If There's a Hell Below, We're All Going to Go" – 7:52
2. ジ・アザー・サイド・オブ・タウン – "The Other Side of Town" – 4:03
3. ザ・メイキングス・オブ・ユー – "The Makings of You" – 3:44
4. ウィ・ザ・ピープル・フー・アー・ダーカー・ザン・ブルー – "We the People Who Are Darker Than Blue" – 6:05

サイドB
1. ムーヴ・オン・アップ – "Move On Up" – 8:55
2. ミス・ブラック・アメリカ – "Miss Black America" – 3:00
3. ワイルド・アンド・フリー – "Wild and Free" – 3:18
4. ギヴ・イット・アップ – "Give It Up" – 3:43